# Impuls (Didaktik)
Impuls steht in der Didaktik für einen Lehrgriff.  Es handelt sich um einen "Oberbegriff für alle beabsichtigten, unterrichtsbezogenen Verhaltensäußerungen Lehrender oder Lernender, die ein bestimmtes Lernverhalten auslösen sollen". "Man kann Haupt- oder Leitimpuls von Neben- oder Hilfsimpuls unterscheiden sowie schriftliche von verbalen", gestischen und mimischen Formen. Die Intensität kann von einer Einzelgeste (z. B. stummer Impuls) bis zu einem Referat (Impulsreferat) reichen, einschließlich gezielt eingesetzter Medien.